# Faisal al-Husaini

Faisal al-Husaini bei einer Pressekonferenz vor dem Orienthaus im Sommer 1999

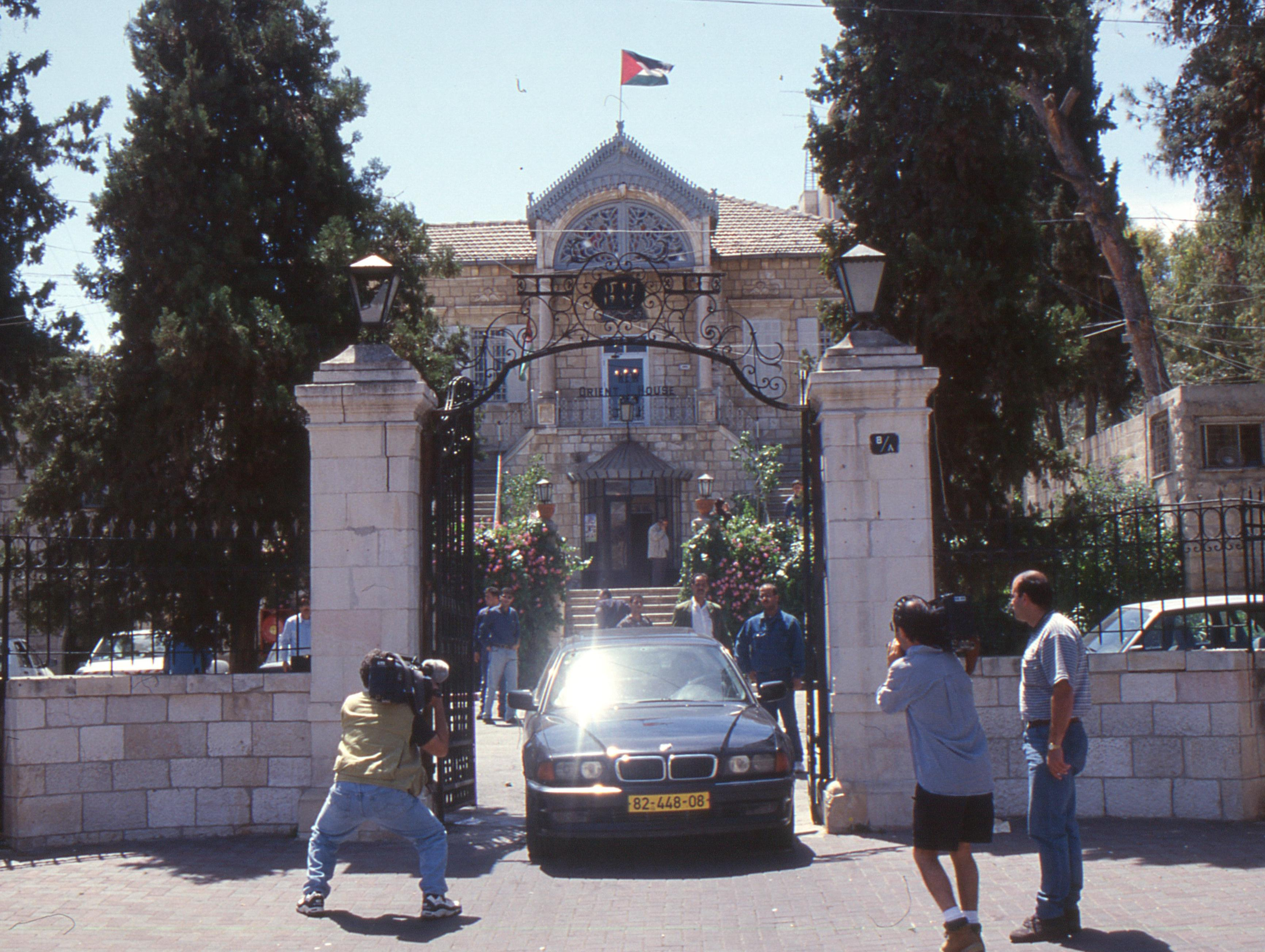
Das Orienthaus im Sommer 1999

Faisal Abd al-Qadir al-Husaini (auch Faisal el-Husseini, arabisch فيصل عبد القادر الحسيني, DMG Faiṣal ʿAbd al-Qādir al-Ḥusainī; * 17. Juli 1940 in Bagdad; † 31. Mai 2001 in Kuwait) war ein palästinensischer Politiker.

## Leben
Faisal al-Husaini stammte aus der alteingesessenen Jerusalemer Notabelnfamilie al-Husaini, die mehrere Bürgermeister stellte. Der sogenannte Großmufti von Jerusalem Mohammed Amin al-Husseini, ein islamisch-arabischer Nationalist und NS-Sympathisant, war sein Großonkel. Sein Vater, Abd al-Qadir al-Husaini, wurde wegen seiner Beteiligung am Arabischen Aufstand 1938 von den Briten ausgewiesen und flüchtete in den Irak, wo er sich 1941 am vom nationalsozialistischen Deutschland unterstützen irakischen Militärputsch gegen die pro-britische Regierung beteiligte. 1946 zog die Familie nach Ägypten. Am 8. April 1948 fiel der Vater im Palästinakrieg bei der Schlacht um Castel bei Jerusalem gegen Palmach-Truppen.
Faisal wuchs als Halbwaise auf und studierte in Kairo, Bagdad und Damaskus. Er war 1956 Gründungsmitglied der General Union of Palestinian Students (GUPS).
In den 1980er Jahren gründete er im Ostjerusalemer Orienthaus die Arab Studies Society, die unter anderem Daten über die Bevölkerungsentwicklung der Palästinenser sammelte.
Während der Ersten Intifada war er deren wichtigster Organisator, weshalb er von den israelischen Behörden immer wieder inhaftiert wurde.
Bei der Madrider Konferenz im Oktober 1991 war al-Husaini der höchste Vertreter der palästinensischen Seite, da Israel nicht direkt mit offiziellen PLO-Vertretern verhandeln wollte.
Nach Einführung der Palästinensischen Autonomie wurde er Minister. Er war der höchste Vertreter der PLO in Jerusalem und galt als heimlicher Bürgermeister Ostjerusalems. Seine Veranstaltungen und Diplomatenempfänge im Orienthaus waren der israelischen Regierung ein Dorn im Auge, weil er sich nach Angaben der pro-israelischen Organisation Middle East Media Research Institute, die ein Interview al-Husainis in Übersetzung veröffentlicht hat, immer wieder dazu bekannt habe, dass die Osloer-Verträge nur ein Trojanisches Pferd seien um langfristig ganz Palästina zu „befreien“. Während der Zweiten Intifada sagte Faisal al-Husaini unter anderem, dass man „die Befreiung ganz Palästinas erreichen werde, selbst wenn es 1000 Jahre dauern würde“. Zudem sahen israelische Rechte, durch diese Diplomatenempfänge, ihren Anspruch auf ganz Jerusalem bedroht. Durch diese beiden Faktoren wurde das Orienthaus immer wieder wegen „verbotener Aktivitäten“ geschlossen.
Faisal starb an einem Herzinfarkt bei einer Auslandsreise in Kuwait, wo er die durch Arafat zerstörten Beziehungen zur dortigen Regierung verbessern wollte.
Sein Leichnam wurde nach Jordanien geflogen und von dort mit einem Hubschrauber der jordanischen Armee nach Ramallah gebracht. Sein Trauerzug führte von der Mukata bis zum Tempelberg. Die israelische Armee behinderte die Prozession aus dem Westjordanland nicht und ließ die Teilnehmer an der Grenze ohne Kontrolle passieren. Arafat wagte es dennoch nicht, daran teilzunehmen.
Sein Nachfolger als PLO-Vertreter Jerusalems wurde Sari Nusseibeh.